# Salwad
Salwad es una  ciudad censal situada en el distrito de Palghar en el estado de Maharashtra (India). Su población es de 10397 habitantes (2011). Se encuentra a 72 km de Thane y a 13 km de Palghar.

## Demografía
Según el censo de 2011 la población de Salwad era de 10397 habitantes, de los cuales 6237  eran hombres y 4160 eran mujeres. Salwad tiene una tasa media de alfabetización del 87,94%, superior a la media estatal del 82,34%: la alfabetización masculina es del 92,47%, y la alfabetización femenina del 80,86%.